# Незнамо-Поле
Незнамо-Поле — деревня в Гдовском районе Псковской области России. Входит в состав Юшкинской волости Гдовского района.
Расположена в 1,5 км от поберережья Чудского озера, в 8 км к юго-западу от райцентра и в 5 км к северо-западу от волостного центра Юшкино.

## Население
Численность населения деревни по оценке на 2000 год составляет 16 жителей.